# Drenaggio sottosuperficiale
Il drenaggio sottosuperficiale o drenaggio, in idraulica agraria, è il complesso dei sistemi naturali o artificiali che permettono lo smaltimento in profondità dell'acqua in eccesso del terreno. Con lo stesso termine s'intende pertanto sia la proprietà intrinseca del terreno a lasciar percolare l'acqua gravitazionale, sia gli allestimenti predisposti dall'uomo per emungere l'acqua in eccesso facendola defluire in un sistema di raccolta.
Un terreno si presenta ben drenato per natura quando la falda freatica si trova ad un'adeguata profondità e la porosità è tale da non ostacolare la percolazione dell'acqua in eccesso.
Il drenaggio artificiale si può realizzare ricorrendo a sistemi rudimentali oppure a reti emungenti concepite per lo scopo. In quest'ultimo caso si usa generalmente il termine di drenaggio tubolare.
Sistemi di drenaggio rudimentali consistono nell'impiego di attrezzi discissori, che effettuano un taglio verticale del terreno, provvisti di sagome terminali in grado di tracciare alla profondità di lavoro un canalicolo modellato ("aratro talpa"). Questi interstizi fungono da dreni raccogliendo l'acqua che percola e convogliandola nelle scoline. L'uso dell'aratro talpa è più efficace quando si opera su terreno tendente all'argilloso e sufficientemente umido in modo da consentire il modellamento del terreno in corrispondenza delle pareti dell'interstizio. Per la sua natura un sistema emungente di questo tipo ha una durata limitata, per lo più, ad un ciclo colturale. 
In passato, in occasione dell'impianto di un frutteto o di un vigneto, si usava realizzare sistemi emungenti costituiti da una trincea, scavata in corrispondenza del filare, sul cui fondo si stendeva un letto di sassi e frasche, in modo da formare uno strato di maggiore permeabilità in grado di facilitare lo sgrondo dell'acqua di percolazione e contenere il ristagno nella zona esplorata dalle radici. Anche questo sistema ha una durata limitata, per lo più ad alcuni anni, perché nel tempo le particelle fini di terra tendono a riempire e intasare gli interstizi sul fondo della trincea.
Il drenaggio tubolare consiste invece in un sistema razionale, in quanto la sua durata è dell'ordine di alcuni decenni. Allo scopo, in occasione dei lavori straordinari di messa a coltura, si scavano fossi sul cui fondo si stendono tubi forati (detti "dreni") in corrispondenza della profondità desiderata. I dreni sono in materiale plastico e sono provvisti di un rivestimento filtrante, realizzato con fibra di cocco o sintetica, allo scopo di evitare che la terra fine occluda i pori. La messa in posa è effettuata conferendo ai dreni un'inclinazione sufficiente a garantire il deflusso dell'acqua verso i condotti collettori. La distanza fra i dreni è rapportata alla porosità del terreno: la rete è più fitta in terreni con tessitura fine.